# Monasterio de Drongtse
El monasterio de Drongtse ('Brong rtse; Pinyin: Zhongze) es un monasterio budista tibetano que fue uno de los más importantes monasterios Gelug en Tsang, Tíbet. También había un chorten allí.
El monasterio de Drongtse, está a 19 km al noroeste de Gyantse y a 14 km al norte del Monasterio de Tsechen, en la "Carretera de la Amistad del Sur" hacia Shigatse, y a sólo 6 km al sur del sitio de los primeros templos de Tsi Nesar. Fue casi totalmente destruido durante la Revolución Cultural, pero ha sido parcialmente restaurado desde entonces, y el Salón de Asambleas fue reconstruido en el decenio de 1980, aunque muchos de los principales edificios siguen en ruinas.
El monasterio original de cuatro pisos estaba en una "eminencia rocosa" a unos 91 m  sobre el pueblo. La pared ya estaba parcialmente arruinada cuando Sarat Chandra Das la visitó en 1881. El du-khang o salón de congregaciones, que podía albergar a unos ochenta monjes, contenía algunas imágenes doradas muy antiguas, incluyendo una de Jowo Shakyamuni que se dice es una copia por un artista indio de la famosa y muy reverenciada imagen que se encuentra en el Jokhang de Lhasa. También contenía una imagen de Lozang Gyatso, el 5.º Dalai lama (nota: Das se refiere erróneamente a él como el 1º Dalai Lama), al que el conquistador mongol, Güshi Khan, le dio el poder político sobre el Tíbet después de que el rey de Tsang fuera depuesto en 1642.
El monasterio fue, según algunos, fundado por Lhatsun Chenpo (Je Lha-tsun), y fue el lugar de nacimiento de Lobsang Palden Chophel o el Sengchen ('León') Lama
Otras fuentes atribuyen la fundación en el mismo año al yogui y al asceta, Rinchen Gyatso, cumpliendo una profecía de Tsongkhapa. Más tarde, fue adoptado como un monasterio filial de Tashilhunpo. Hay una pequeña capilla detrás del monasterio con imágenes talladas en roca de Padmasambhava, Tara, Amitayus y otras deidades
El trigésimo segundo Ganden Tripa, Tsultrim Chopel (1561-1623) recibió su educación monástica en el Monasterio de Drongtse cuando era un niño. Lobzang Tsultrim (1745 - 1800) comenzó su formación en Drongtse a la edad de 10 años